# Subaru 360
El Subaru 360 es un automóvil del segmento A de dos puertas y motor trasero, fabricado y comercializado de 1958 a 1971 por la compañía japonesa Subaru. Siendo el primer automóvil de la compañía, la producción alcanzó las 392.000 unidades durante los 12 años del modelo en el mercado.
Conocido por su pequeño tamaño total, 1000 libras (454 kg) de peso en vacío, construcción monocasco, suspensión trasera de eje oscilante, panel de techo de fibra de vidrio y puertas con bisagras traseras, fue diseñado en respuesta a las regulaciones establecidas por el gobierno japonés sobre los kei car y sobre un modelo más grande de "automóvil nacional", ambos destinados a ayudar a motorizar la población japonesa en el período posterior a la Segunda Guerra Mundial. El tamaño total y la cilindrada del motor del 360 cumplían con las regulaciones establecidas en Japón para los kei car.
Apodado la "mariquita" en Japón, y finalmente reemplazado por el modelo R-2, el 360 fue uno de los coches más populares en su país de origen, y estuvo disponible en una única generación con configuración de dos puertas, familiar ("Custom"), "convertible" (semiconvertible, un sedán con techo de tela enrollable) y variantes deportivas. El código de modelo de los sedanes de dos puertas es K111, mientras que el familiar se conoce como K142. Se vendieron diez mil ejemplares en los Estados Unidos, importados por Malcolm Bricklin y anunciados como "baratos y feos".
La denominación 360 deriva de la cilindrada del motor con impuestos reducidos: 356 cc.

## Diseño

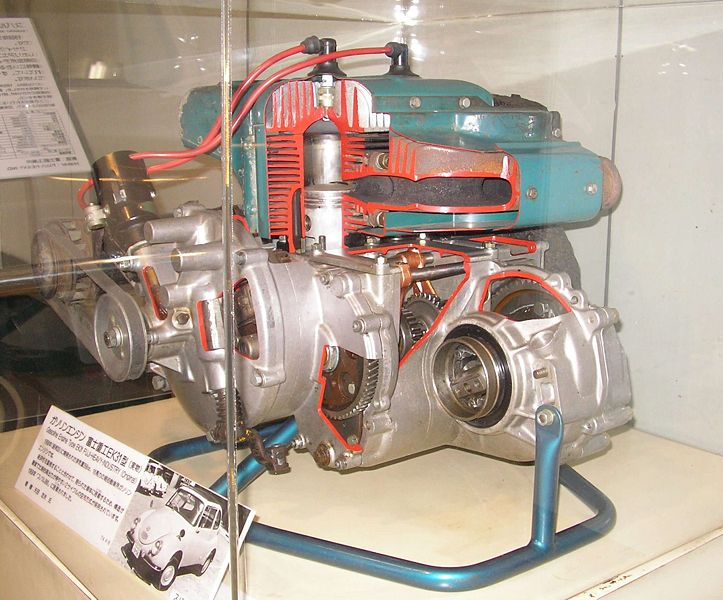
Motor EK31 del Subaru 360

El 360 tenía un motor de dos tiempos y dos cilindros en línea de 356 cc refrigerado por aire montado transversalmente en la parte trasera. Se presentó el 3 de marzo de 1958.
Al igual que con los Saab 93 de dos tiempos y otros motores pequeños de dos tiempos, el aceite debía mezclarse previamente con la gasolina, con la tapa del depósito de combustible como  medida del aceite. En 1964, el sistema de lubricación "Subarumatic" generaba la mezcla automáticamente a través de un depósito situado en el compartimento del motor.
Los controles montados en el suelo ubicados entre el asiento del conductor y el del pasajero incluían estrangulador, calentador y corte de combustible. Fue uno de los últimos coches en disponer el depósito de combustible por encima del motor, que estaba alimentado por gravedad evitando la necesidad de instalar una bomba de combustible. La producción inicial incluía un tablero de instrumentos completamente metálico y una caja de cambios manual de tres velocidades, mientras que los modelos posteriores presentaban un tablero parcialmente acolchado con una guantera abierta, ventanas traseras desplegables, asiento de banco delantero dividido, bolsillos para mapas, y una caja de cambios de cuatro velocidades o bien una transmisión 'Autoclutch' de tres velocidades opcional, que carecía del pedal del embrague (accionado mediante un electroimán).
El ensamblaje final incluía la alineación de ruedas, prueba de frenos, dinamometría del chasis, prueba de faros y prueba de rociado de agua a alta presión.
A diferencia del Volkswagen Tipo 1, el 360 era mucho más pequeño, menos potente y no fue tan bien aceptado en el mercado global. La carrocería era de construcción monocasco y utilizaba un panel de techo ligero de plástico reforzado con vidrio. En el período de la posguerra, cada vez más automóviles optaron por la construcción monocasco, que pasó a ser la norma para los automóviles de pasajeros e incluso para muchos camiones ligeros. Muchas de las ideas vinieron de ingenieros de la antigua Compañía Aeronáutica Nakajima, que se convirtió en Subaru Corporation. Las "puertas de suicidio" (con las bisagras en la parte trasera), hicieron que Consumer Reports comentase  que una puerta mal cerrada se había abierto en plena marcha durante las pruebas por efecto del aire.

## Rendimiento
Equipado con una transmisión manual de 3 velocidades, el 360 tenía una velocidad máxima de 60 mph (96,6 km/h). Su peso en vacío de menos de 1000 libras (454 kg), hacía que el 360 estuviera exento del cumplir las normas de seguridad estadounidenses. Consumer Reports registró un tiempo de 0 a 60 mph de aproximadamente 37 segundos e informó de un consumo de 25-35 mpgAm (10,6-14,9 km/L), a pesar de que Subaru anunciaba una cifra de 66 mpgAm (28,1 km/L). Cuando se introdujo en 1958, el motor del 360 rendía 16 HP (12 kW). Al final de la producción, la potencia había aumentado a 25 HP (19 kW), con un motor de 36 HP (27 kW) disponible opcionalmente equipado con un carburador gemelo, que alcanzaba 100 hp por litro. Las limitaciones de rendimiento y tamaño fueron en gran parte el resultado de haber sido diseñado para las condiciones de conducción japonesas, ya que la velocidad límite en Japón se establece de manera empírica en 40 km/h (24,9 mph) en áreas urbanas, con distancias de conducción promedio de 5-8 mi (8-12,9 km) por día.

## Variantes

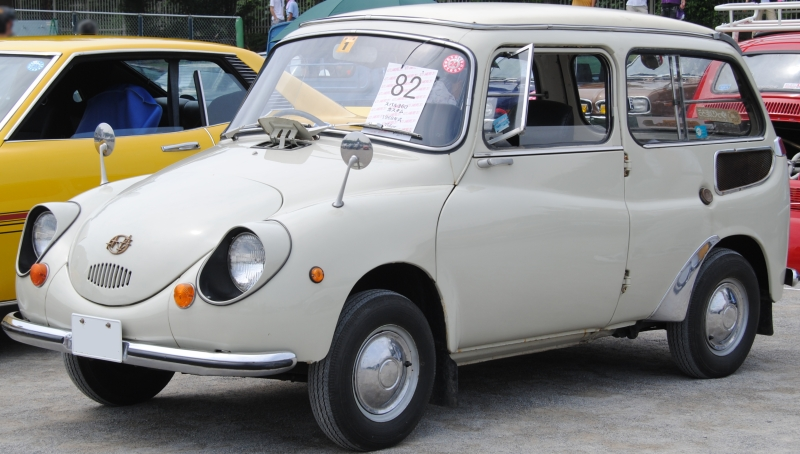
Subaru 360 Custom

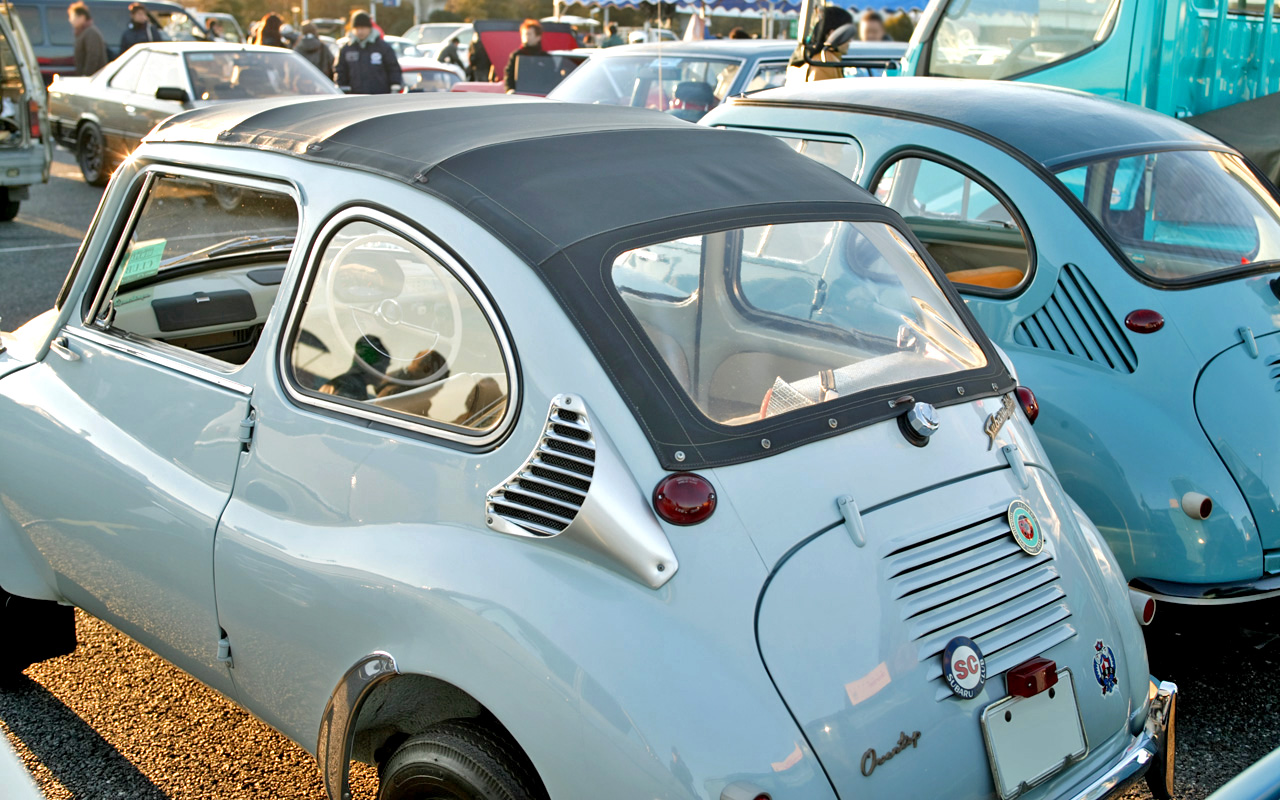
Subaru 360 Convertible

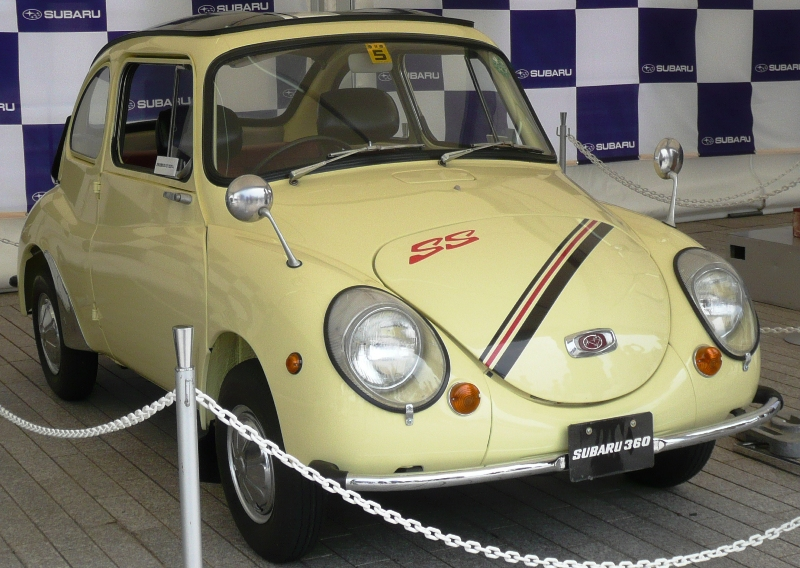
Subaru Young SS

Se produjeron distintas variantes, incluido un familiar (llamado Custom), un convertible y dos modelos deportivos conocidos como 1) Subaru Young S, que tenía una versión ligeramente mejorada de motor (EK32 "F") y transmisión (4 velocidades en lugar de 3), asientos envolventes y un tacómetro junto con un techo de rayas blancas y negras con una hueco en el medio para colocar la tabla de surf, y 2) el Subaru Young SS, que tenía todas las mejoras del Young S, pero también el motor EK32 "S" con cilindros cromados y carburadores dobles BS32 Mikuni Solex, que producían 36 CV (26 kW) y 100 caballos por litro.
A partir de 1961, también se produjeron una camioneta y una furgoneta de frontal plano llamadas Sambar utilizando el motor del 360, y con disposiciones similares a la del Volkswagen Transporter pero en un tamaño más pequeño. Muchas pequeñas empresas tuvieron mucho éxito gracias al pequeño tamaño de la camioneta para calles estrechas, rapidez, facilidad de manejo y gran economía de combustible. Disponible en Japón entre noviembre de 1960 y 1966, una versión de exportación, conocida como Subaru 450, aumentó la cilindrada del motor a 423 cc utilizando el motor de la serie Subaru EK51. Este modelo también recibió el nombre de Subaru Maia. La variante Maia fue el único modelo sedán importado a Australia (aproximadamente 35 unidades) en 1961, junto con aproximadamente 38 furgonetas y camiones Sambar.

## Exportación
Un comerciante de coches usados de Ballarat, Victoria (Frank O'Brien) trajo aproximadamente 73 vehículos Subaru 360 a Australia en 1961, una mezcla de sedanes Maia y camionetas y  furgones Sambar. Desafortunadamente, sufrieron problemas de sobrecalentamiento y, aunque finalmente se encontró una solución, llegó demasiado tarde, ya que las pérdidas asociadas fueron demasiado grandes para que el concesionario pudiera soportarlas, por lo que cesaron las importaciones adicionales.

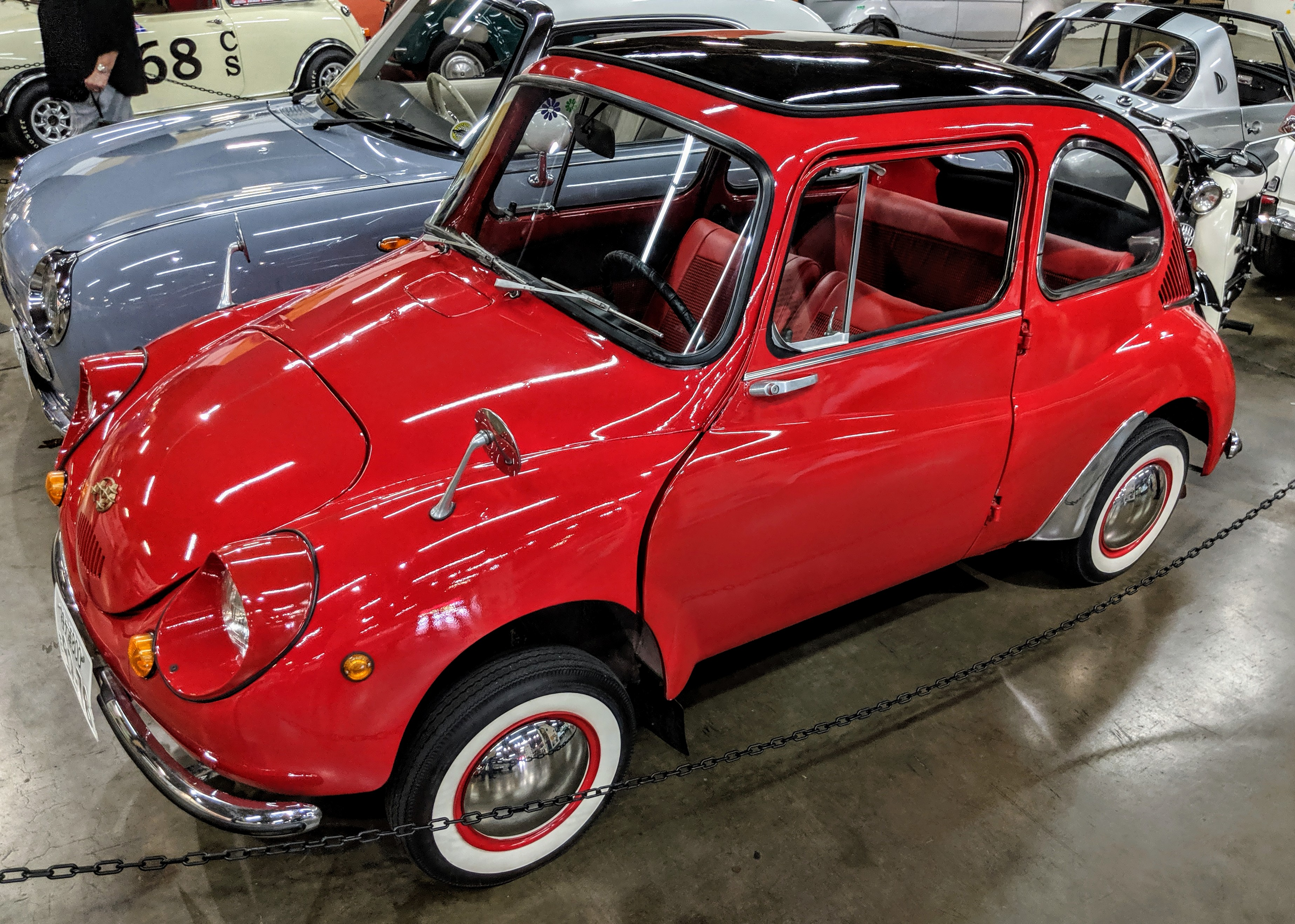
Subaru 360 de 1970, exhibido en el Museo del Automóvil de California

A partir de 1968, se exportaron aproximadamente 10.000 unidades a los Estados Unidos, con un precio original de 1297 dólares, siendo importado por Malcolm Bricklin antes de dedicarse a fabricar su propio coche, el Bricklin SV-1. El Subaru 360 recibió notoriedad en 1969, cuando la revista Consumer Reports calificó al automóvil de "No Aceptable" por problemas de seguridad y falta de potencia. Debido a que el automóvil pesaba menos de 1000 libras, estaba exento de los estándares de seguridad normales, pero se informó de que salió muy mal parado en un choque de prueba contra un automóvil estadounidense grande, con el parachoques terminando en el compartimiento de pasajeros del Subaru.
Las ventas pronto colapsaron, y hubo varios rumores de que muchos Subaru 360 habían sido abandonados o destrozados. También se informó de que numerosos 360 se quedaron en los lotes de los distribuidores durante dos o tres años sin haber podido venderse.
El Subaru 360 fue reemplazado por el R-2, menos popular pero más avanzado, que a su vez fue rápidamente reemplazado por el modelo Subaru Rex, que permaneció durante mucho tiempo en el mercado.